# Národní park Bukové hory
Národní park Bukové hory nebo také Národní park Bükk (maďarsky Bükki Nemzeti Park) je národní park v Bukových horách (maďarsky Bükk-vidék) v severním Maďarsku, západně od města Miskolc a severovýchodně od města Eger. Park byl založen v roce 1977 jako třetí národní park v zemi. Jeho rozloha je 431,7 km² (z čehož 37,74 km² je pod zvýšenou ochranou). Hornatý a zalesněný Bükk je největším národním parkem v Maďarsku; nachází se na území vápencových hor na severu země, mezi obcemi Szilvásvárad a Lillafüred. Mezi důležité geologické rysy národní parku patří různé krasové útvary na území vápencových hor - zejména jeskyně (kdysi obývané prehistorickými lidmi), závrty a rokle. Na území parku se nachází nejdelší (8 700 m) a nejhlubší (245 metrů) jeskyně, Istvánlápa. Národní park Bukové hory také hostí devadesát druhů hnízdících ptáků, z nichž některé jsou považovány za ohrožené.